# Harold Lever
Norman Harold Lever, baron Lever of Manchester (ur. 15 stycznia 1914 w Manchesterze, zm. 6 sierpnia 1995) – brytyjski prawnik i polityk, członek Partii Pracy, minister w rządach Harolda Wilsona i Jamesa Callaghana.
Wykształcenie odebrał w Manchester Grammar School oraz na tamtejszym uniwersytecie. W 1935 r. rozpoczął praktykę adwokacką w Middle Temple. Podczas II wojny światowej służbył w Royal Air Force. W 1945 r. zasiadł w Izbie Gmin jako reprezentant okręgu Manchester Exchange. W 1950 r. zmienił okręg wyborczy na Manchester Cheetham. Od 1974 r. był reprezentantem okręgu Manchester Central.
Lever wniósł projekt ustawy o zniesławieniu, który został uchwalony w 1952 r. pod nazwą Defamation Act. W 1967 r. otrzymał swoje pierwsze stanowisko w administracji rządowej - stanowisko parlamentarnego podsekretarza stanu w ministerstwie spraw ekonomicznych. W latach 1969–1970 był finansowym sekretarzem skarbu. W latach 1969–1970 był Paymaster-General. W latach 1970–1973 był przewodniczącym komisji wydatków publicznych. Po powrocie laburzystów do władzy w 1974 r. został Kanclerzem Księstwa Lancaster i pozostał na tym stanowisku do wyborczej porażki Partii Pracy w 1979 r.
Od 1971 r. był gubernaotrem London School of Economics. W latach 1973–1986 stał na czele English Speaking Union. W latach 1974–1982 był mężem zaufania Royal Opera House. W latach 1975–1987 zasiadał w Sądzie Uniwersytetu w Manchesterze. Od 1981 r. był honorowym członkiem Trustees of the Royal Academy. Był honorowym doktorem prawa, literatury, fizyki i technologii. W 1979 r. otrzymał Krzyż Wielki niemieckiego Orderu Zasługi.
W 1969 r. został członkiem Tajnej Rady. W 1979 r. otrzymał dożywotni tytuł parowski barona Lever of Manchester i zasiadł w Izbie Lordów. W 1980 r. pełnił funkcję arbitra podczas strajku pracowników przemysłu stalowego. W 1983 r. został członkiem komisji Franksa zajmującej się wojną o Falklandy. W 1984 r. został przewodniczącym Komisji Premierów Wspólnoty Narodów ds. światowego zadłużenia. W 1984 r. opublikował książę Długi i zagrożenie (Debt and Danger). Zmarł w 1995 r.